# Raj Kapoor
Raj Kapoor (14 de dezembro de 1924   - 2 de junho de 1988 foi um ator, produtor e diretor de cinema indiano .  Nascido em Kapoor Haveli em Peshawar filho do ator Prithviraj Kapoor –, ele era membro da família Kapoor, que produziu várias superestrelas de Bollywood.
Kapoor é considerado um dos maiores e mais influentes atores e cineastas da história do cinema. e conhecido como "o maior showman do cinema hindi ".  Ele recebeu vários prêmios, incluindo 3 National Film Awards e 11 Filmfare Awards na Índia.  O prêmio Filmfare Lifetime Achievement recebeu o nome de Raj Kapoor.  Ele foi indicado duas vezes ao grande prêmio da Palma de Ouro no Festival de Cannes por seus filmes Awaara (1951) e Boot Polish (1954).  Sua atuação em Awaara foi classificada como uma das dez maiores performances de todos os tempos pela revista Time .  Seus filmes atraíram audiências mundiais, particularmente na Ásia e na Europa.  Foi chamado de "o Clark Gable da indústria cinematográfica indiana".
O governo da Índia o honrou com o Padma Bhushan em 1971 por suas contribuições para as artes .  O maior prêmio da Índia no cinema, o Prêmio Dadasaheb Phalke , foi concedido a ele em 1987 pelo governo indiano.

## Filmografia parcial
| Title                        | Year | Credited as | Credited as | Credited as                | Credited as                   | Director                     | Notes |
| Title                        | Year | Actor       | Producer    | Other                      | Role(s)                       | Director                     | Notes |
| ---------------------------- | ---- | ----------- | ----------- | -------------------------- | ----------------------------- | ---------------------------- | --- |
| Inquilab                     | 1935 | Sim         |             |                            |                               | Debaki Bose                  | Child artist |
| Gauri                        | 1943 | Sim         |             |                            |                               | Kidar Nath Sharma            | |
| Jail Yatra                   | 1947 | Sim         |             |                            |                               | Gajanan Jagirdar             | |
| Neel Kamal                   | 1947 | Sim         |             |                            | Madhusudan                    | Kidar Nath Sharma            | First starring role as the lead. |
| Aag                          | 1948 | Sim         | Sim         | Director                   | Kewal Khanna                  | Himself                      | Directional debut |
| Andaz                        | 1949 | Sim         |             |                            | Rajan                         | Mehboob Khan                 | |
| Barsaat                      | 1949 | Sim         | Sim         | Director                   | Pran                          | Himself                      | |
| Sargam                       | 1950 | Sim         |             |                            |                               | P L Santoshi                 | |
| Awaara                       | 1951 | Sim         | Sim         | Director                   | Raj Raghunath                 | Himself                      | Nominated- Grand Prize at the 1953 Cannes Film Festival |
| Aah                          | 1953 | Sim         | Sim         |                            | Raj Raibahadur                | Raja Nawathe                 | |
| Boot Polish                  | 1954 | Sim         | Sim         |                            | Man asleep on train           | Prakash Arora                | Uncredited Filmfare Award for Best Film Nominated- Grand Prize at the 1955 Cannes Film Festival |
| Shree 420                    | 1955 | Sim         | Sim         | Director                   | Ranbir Raj/Raj Kumar of Pipli | Himself                      | National Film Award for Best Feature Film in Hindi |
| Jagte Raho                   | 1956 | Sim         | Sim         |                            | Peasant                       | Sombhu Mitra and Amit Maitra | Crystal Globe award at the Karlovy Vary International Film Festival in 1956 Nominated – Filmfare Award for Best Actor                                                                                  |
| Chori Chori                  | 1956 | Sim         |             |                            | Sagar/Sultana Daku            | Anant Thakur                 | |
| Sharada                      | 1957 | Sim         |             |                            | Chiranjeev / Shekhar          | L.V. Prasad                  | |
| Phir Subah Hogi              | 1958 | Sim         |             |                            | Ram Babu                      | Ramesh Saigal                | Nominated – Filmfare Award for Best Actor |
| Parvarish                    | 1958 | Sim         |             |                            | Raja J. Singh                 | S. Bannerjee                 | |
| Anari                        | 1959 | Sim         |             |                            | Raj Kumar                     | Hrishikesh Mukherjee         | Filmfare Award for Best Actor |
| Jis Desh Men Ganga Behti Hai | 1960 | Sim         | Sim         |                            | Raju                          | Radhu Karmakar               | National Film Award for Best Feature Film in Hindi Filmfare Award for Best Actor |
| Chhalia                      | 1960 | Sim         |             |                            | Chhalia                       | Manmohan Desai               | Nominated – Filmfare Award for Best Actor |
| Dil Hi To Hai                | 1963 | Sim         |             |                            | Yusuf/Chand/Khan Sahib        | C.L. Rawal                   | |
| Sangam                       | 1964 | Sim         | Sim         | Director, editor           | Sundar Khanna                 | Himself                      | Filmfare Award for Best Director Filmfare Award for Best Editing BFJA Awards, Best Director BFJA Awards, Best Editor Nominated – Filmfare Award for Best ActorNominated – Filmfare Award for Best Film |
| Teesri Kasam                 | 1966 | Sim         |             |                            | Hiraman/Meeta                 | Basu Bhattacharya            | BFJA Awards, Best Actor |
| Mera Naam Joker              | 1970 | Sim         | Sim         | director, editor           | Raju (Joker)                  | Himself                      | Filmfare Award for Best Director BFJA Awards, Best Actor BFJA Awards, Best Director Nominated – Filmfare Award for Best ActorNominated – Filmfare Award for Best Film                                  |
| Kal Aaj Aur Kal              | 1971 | Sim         | Sim         |                            | Ram Kapoor                    | Randhir Kapoor               | |
| Bobby                        | 1973 |             | Sim         | Director, editor           | None                          | Himself                      | Nominated – Filmfare Award for Best Film Nominated – Filmfare Award for Best Director |
| Dharam Karam                 | 1975 | Sim         | Sim         |                            | Ashok Kumar                   | Randhir Kapoor               | |
| Satyam Shivam Sundaram       | 1978 |             | Sim         | Director, Narrator, editor | None                          | Himself                      | Nominated – Filmfare Award for Best Director |
| Naukri                       | 1978 | Sim         |             |                            | Swaraj Singh                  | Hrishikesh Mukherjee         | |
| Prem Rog                     | 1982 |             | Sim         | Director, editor           | None                          | Himself                      | Filmfare Award for Best Director Filmfare Award for Best Editing Nominated – Filmfare Award for Best Film                                                                                              |
| Ram Teri Ganga Maili         | 1985 |             | Sim         | Director, editor, writer   | None                          | Himself                      | Filmfare Award for Best Film Filmfare Award for Best Director Filmfare Award for Best Editing |